# ERT2
EPT 2 (греч. Ελληνική Ραδιοφωνία Τηλεόραση 2) — греческий государственный развлекательный телеканал. Входит в ERT.

## История

### ЕТ 2 (1987 - 1997)
Запущен в 1987 году как ЕТ 2.

### NET (1997 - 2013)
В 1997 году был переименован в NET (Νέα Ελληνική Τηλεόραση / Новое Греческое телевидение), став из развлекательно-информационного информационно-развлекательным телеканалом. 11 июня 2013 года Совет Министров Греческой Республики принял решение о расформировании ERT, вещание NET через спутниковое телевидение, IPTV и через цифровое телевидение в большинстве регионов было прекращено. 7 ноября вещание NET прекратил вещание вещание через интернет и цифровое телевидение во всех регионах. На его частоте 18 апреля 2014 года NERIT запустило телеканал ΔТ 2, но на следующий день он прекратил вещание, 12 июня  2014 года возобновил вещание как NЕРіТ Sport, 1 января 2015 года переименован в NЕРіТ Plus.

### ЕРТ 2 (с 2015)
11 июня 2015 года возобновил вещание под названием ЕРТ 2 в качестве развлекательного телеканала.